# Ottilie von Goethe
Pour les articles homonymes, voir Goethe (homonymie).
Ottilie Wilhelmine Ernestine Henriette von Goethe, née baronne von Pogwisch (née le 31 octobre 1796 à Danzig, morte le 26 octobre 1872 à Weimar) est la belle-fille de Johann Wolfgang von Goethe.
Son père, Wilhelm Julius Baron von Pogwisch (de) (1760–1836), est de la noblesse du Holstein, tandis que sa mère, Henriette Ulrike Ottilie von Pogwisch (1776–1851), est née comtesse Henckel von Donnersmarck.
Elle épouse August von Goethe (de) le 17 juin 1818 dont elle a trois enfants.
- Walther von Goethe (de) (1818 - 1885),
- Wolfgang Maximilian von Goethe (de) (1820 - 1883) et
- Alma von Goethe (de) (1827 - 1844).

C'est une proche amie d'Adèle Schopenhauer.

## Œuvres
- Aus Ottilie von Goethes Nachlaß. 2 volumes. Weimar 1912-1913. Hrsg. von Wolfgang von Oettingen.
- Erlebnisse und Geständnisse, 1832 - 1857. Klinkhardt & Biermann, Leipzig 1923. Hrsg. von Heinrich Hubert Houben
- Tagebücher und Briefe von und an Ottilie v. Goethe. 5 volumes. Bergland-Verlag, Wien 1962-1979